# یواس‌اس سی اول (اس‌اس-۴۰۵)
یواس‌اس سی اول (اس‌اس-۴۰۵) (به انگلیسی: USS Sea Owl (SS-405)) یک زیردریایی بود که طول آن ۳۱۱ فوت ۸ اینچ (۹۵٫۰۰ متر) بود. این زیردریایی  در سال ۱۹۴۴ ساخته شد.